# Desicasta opaca
Desicasta opaca är en skalbaggsart som beskrevs av Ernst Gustav Kraatz 1898. Desicasta opaca ingår i släktet Desicasta och familjen Cetoniidae. Inga underarter finns listade i Catalogue of Life.